# Isidore Chadeysson
Isidore Jean François Marie Chadeysson, né à Aubenas le 12 janvier 1796 et mort à Saint-Thomé, la Tour, Ardèche, le 19 février 1868, est un officier français.

## Biographie
Il entre dans l'armée comme soldat au 4e régiment des gardes d'honneur en juin 1813. Lieutenant (1822), il sert en Algérie puis commande en 1838 une brigade du corps expéditionnaire de la Méditerranée. Il défend alors les ruines de Djemila. 
Colonel (1843), il est nommé général de brigade le 12 juin 1848 et prend part en 1849 au siège de Rome. 
Jules Verne le mentionne dans le chapitre II de sa nouvelle Le Siège de Rome.